# Turn-Europameisterschaften 2010
Die Turn-Europameisterschaften 2010 fanden vom 21. April bis 2. Mai in der National Indoor Arena in Birmingham statt.
Aufgrund der Behinderungen im europäischen Flugverkehr durch den Ausbruch des isländischen Vulkans Eyjafjallajökull starteten die Europameisterschaften der Männer einen Tag später als geplant. Die Männermannschaften von Russland, der Ukraine und Belarus erreichten aufgrund von Visumproblemen den Austragungsort dennoch nicht rechtzeitig. Ebenso fehlten die Turner aus Georgien und Israel.
Erstmals in der Europameisterschaftsgeschichte konnte sich die deutsche Mannschaft den Titel im Mehrkampf sichern und auch für Marcel Nguyen reichte es zur ersten Einzelmedaille bei Europameisterschaften. Am Reck wurde Vlasis Maras nach 2002, 2004, 2006 und 2009 zum fünften Mal Europameister und auch Yann Cucherat konnte seinen EM-Titel von 2009 am Barren erfolgreich verteidigen.

## Teilnehmer
| - Albanien (F) - Armenien (M) - Aserbaidschan (M) - Belgien (F,M) - Bulgarien (F,M) - Dänemark (F,M) - Deutschland (F,M) - Finnland (F,M) - Frankreich (F,M) - Griechenland (F,M) - Irland (F,M) - Island (F,M) - Israel (F) | - Italien (F,M) - Kroatien (F,M) - Lettland (M) - Litauen (F,M) - Luxemburg (M) - Niederlande (F,M) - Norwegen (F,M) - Österreich (F,M) - Polen (F,M) - Portugal (F,M) - Rumänien (F,M) - Russland (F) - Schweden (F) | - Schweiz (F,M) - Serbien (M) - Slowakei (F,M) - Slowenien (F,M) - Spanien (F,M) - Tschechien (F,M) - Türkei (F,M) - Ukraine (F) - Ungarn (F,M) - Vereinigtes Königreich (F,M) - Belarus (F) - Zypern (F,M) |

### Deutsche Mannschaft
- Frauen: Oksana Chusovitina, Marie-Sophie Hindermann, Dorothee Henzler, Lisa-Katharina Hill, Elisabeth Seitz
- Männer: Fabian Hambüchen, Matthias Fahrig, Marcel Nguyen, Philipp Boy, Eugen Spiridonov

### Schweizerische Mannschaft
- Frauen: Ariella Kaeslin, Jennifer Senn, Jessica Diacci, Yasmin Zimmermann, Giulia Steingruber
- Männer: Niki Böschenstein, Claudio Capelli, Roman Gisi, Mark Ramseier

### Österreichische Mannschaft
- Frauen: Lisa Ecker, Barbara Gasser, Hanna Grosch, Jasmin Mader, Kathrin Nussbacher
- Männer: Marco Baldauf, Julian Egermann, Lukas Kranzlmüller, Fabian Leimlehner, Matthias Schwab

## Ergebnisse

### Mehrkampf Mannschaft
| Rang | Nation                 | Athleten                                                                                        | Punkte  |
| ---- | ---------------------- | ----------------------------------------------------------------------------------------------- | ------- |
| 1    | Deutschland            | Fabian Hambüchen Philipp Boy Marcel Nguyen Matthias Fahrig Eugen Spiridonov                     | 266,150 |
| 2    | Vereinigtes Königreich | Louis Smith Daniel Keatings Samuel Hunter Kristian Thomas Daniel Purvis                         | 263,025 |
| 3    | Frankreich             | Hamilton Sabot Cyril Tommasone Samir Aït Saïd Yann Rayepin Moutoussamy Yann Cucherat            | 260,100 |
| 4    | Spanien                | Rafael Martínez Isaac Botella Perez Sergio Muñoz Javier Gómez Fuertes Manuel Carballo           | 258,800 |
| 5    | Schweiz                | Claudio Capelli Lucas Fischer Roman Gisi Niki Böschenstein Mark Ramseier                        | 257,150 |
| 6    | Italien                | Matteo Morandi Paolo Ottavi Alberto Busnari Paolo Principi                                      | 254,975 |
| 7    | Rumänien               | Flavius Koczi Adrian Bucur Ovidiu Buidoso Alin Sandu Jivan Cosmin Cristian Iancu                | 254,675 |
| 8    | Griechenland           | Christos Lympanovnos Dimitrios Markousis Vlasis Maras Eleftherios Kosmidis Vasileios Tsolakidis | 253,225 |

| Rang | Nation                 | Athleten                                                                              | Punkte  |
| ---- | ---------------------- | ------------------------------------------------------------------------------------- | ------- |
| 1    | Russland               | Alija Mustafina Tatiana Nabijewa Ekaterina Kurbatowa Anne Mysdrikowa Xenija Semjonowa | 169,700 |
| 2    | Vereinigtes Königreich | Elizabeth Tweddle Rebecca Downie Nicole Hibbert Niamh Rippin Jocelyn Hunt             | 168,275 |
| 3    | Rumänien               | Ana Porgras Amelia Racea Diana Chelaru Raluca Haidu                                   | 164,975 |
| 4    | Frankreich             | Marine Brevet Youna Dufournet Aurelie Malaussena Pauline Morel                        | 163,575 |
| 5    | Italien                | Vanessa Ferrari Elisabetta Preziosa Paola Galante Frederica Macri                     | 161,675 |
| 6    | Schweiz                | Ariella Kaeslin Jennifer Senn Jessica Diacci Giulia Steingruber                       | 156,175 |
| 7    | Niederlande            | Celine van Gerner Mayra Kroonen Wyomi Masela Yvette Moshage Sanne Wevers              | 156,000 |
| 8    | Ukraine                | Natalija Kononenko Angelina Kysla Alina Fomenko Jana Demjantschuk Walentina Holenkowa | 155,375 |

### Gerätefinals Frauen
| Rang | Athletin            | Punkte |
| ---- | ------------------- | ------ |
| 1    | Ekaterina Kurbatowa | 14,287 |
| 2    | Youna Dufournet     | 14,275 |
| 3    | Tatiana Nabijewa    | 14,150 |
| 4    | Diana Chelaru       | 14,062 |
| 5    | Ariella Kaeslin     | 13,975 |
| 6    | Renata Toth         | 13,700 |
| 7    | Amelia Racea        | 13,662 |
| 8    | Nicole Hibbert      | 13,025 |

| Rang | Athletin           | Punkte |
| ---- | ------------------ | ------ |
| 1    | Elizabeth Tweddle  | 15,875 |
| 2    | Alija Mustafina    | 15,050 |
| 3    | Natalija Kononenko | 14,750 |
| 4    | Tatiana Nabijewa   | 14,675 |
| 5    | Rebecca Downie     | 14,625 |
| 6    | Youna Dufournet    | 14,450 |
| 7    | Vanessa Ferrari    | 14,150 |
| 8    | Elisabeth Seitz    | 14,000 |

| Rang | Athletin            | Punkte |
| ---- | ------------------- | ------ |
| 1    | Amelia Racea        | 14,400 |
| 2    | Alija Mustafina     | 14,375 |
| 3    | Raluca Haidu        | 13,950 |
| 4    | Celine van Gerner   | 13,850 |
| 5    | Anne Mysdrikowa     | 13,150 |
| 6    | Elisabetta Preziosa | 13,075 |
| 7    | Jana Demjantschuk   | 12,900 |
| 8    | Walentina Holenkowa | 12,525 |

| Rang | Athletin          | Punkte |
| ---- | ----------------- | ------ |
| 1    | Elizabeth Tweddle | 14,825 |
| 2    | Anne Mysdrikowa   | 14,325 |
| 3    | Diana Chelaru     | 14,125 |
| 4    | Vanessa Ferrari   | 13,850 |
| 5    | Amelia Racea      | 13,700 |
| 6    | Niamh Rippin      | 13,400 |
|      | Marine Brevet     | 13,400 |
| 8    | Alija Mustafina   | 13,225 |

### Gerätefinals Männer
| Rang | Athlet           | Punkte |
| ---- | ---------------- | ------ |
| 1    | Vlasis Maras     | 15,400 |
| 2    | Epke Zonderland  | 15,375 |
| 3    | Philipp Boy      | 15,350 |
| 3    | Fabian Hambüchen | 15,350 |
| 5    | Jeffrey Wammes   | 15,025 |
| 5    | Yann Cucherat    | 15,025 |
| 7    | Roman Kulesza    | 14,225 |
| 8    | Aljaž Pegan      | 13,800 |

| Rang | Athlet               | Punkte |
| ---- | -------------------- | ------ |
| 1    | Yann Cucherat        | 15,275 |
| 2    | Vasileios Tsolakidis | 15,200 |
| 3    | Hamilton Sabot       | 15,100 |
| 3    | Adam Kierzkowski     | 15,100 |
| 5    | Epke Zonderland      | 15,075 |
| 6    | Roman Kulesza        | 15,025 |
| 7    | Manuel Carballo      | 14,675 |
| 8    | Daniel Purvis        | 14,425 |

| Rang | Athlet                   | Punkte |
| ---- | ------------------------ | ------ |
| 1    | Tomi Tuuha               | 15,975 |
| 2    | Matthias Fahrig          | 15,962 |
| 3    | Flavius Koczi            | 15,925 |
| 4    | Jeffrey Wammes           | 15,862 |
| 5    | Marek Łyszczarz          | 15,800 |
| 6    | Marcel Nguyen            | 15,570 |
| 7    | Isaac Botella Perez      | 15,737 |
| 8    | Yann Rayepin Moutoussamy | 15,125 |

| Rang | Athlet            | Punkte |
| ---- | ----------------- | ------ |
| 1    | Matteo Morandi    | 15,250 |
| 2    | Samir Aït Saïd    | 15,100 |
| 3    | Jordan Jowtschew  | 14,900 |
| 4    | Wahagn Dawtjan    | 14,700 |
| 5    | Paolo Ottavi      | 14,650 |
| 6    | Marcel Nguyen     | 14,475 |
| 7    | Niki Böschenstein | 14,375 |
| 8    | Fabian Hambüchen  | 13,000 |

| Rang | Athlet          | Punkte |
| ---- | --------------- | ------ |
| 1    | Daniel Keatings | 15,600 |
| 2    | Louis Smith     | 15,375 |
| 3    | Sašo Bertoncelj | 14,900 |
| 4    | Flavius Koczi   | 14,875 |
| 5    | Vid Hidvégi     | 14,850 |
| 6    | Koen van Damme  | 14,575 |
| 7    | Alberto Busnari | 13,875 |
| 8    | Cyril Tommasone | 13,325 |

| Rang | Athlet               | Punkte |
| ---- | -------------------- | ------ |
| 1    | Matthias Fahrig      | 15,650 |
| 2    | Eleftherios Kosmidis | 15,400 |
| 3    | Marcel Nguyen        | 15,250 |
| 3    | Daniel Purvis        | 15,250 |
| 5    | Kristian Thomas      | 14,975 |
| 6    | Flavius Koczi        | 14,950 |
| 7    | Rafael Martínez      | 14,825 |
| 8    | Adrian Bucur         | 14,700 |

## Medaillenspiegel
Stand: 2. Mai 2010 (Endstand nach 12 von 12 Wettbewerben)
|      |                        |      |        |        |       |
| Rang | Land                   | Gold | Silber | Bronze | total |
| 1    | Deutschland            | 2    | 1      | 3      | 6     |
| 2    | Vereinigtes Königreich | 1    | 2      | 1      | 4     |
| 3    | Griechenland           | 1    | 2      | –      | 3     |
| 4    | Frankreich             | 1    | 1      | 2      | 4     |
| 5    | Finnland               | 1    | –      | –      | 1     |
| 5    | Italien                | 1    | –      | –      | 1     |
| 7    | Niederlande            | –    | 1      | –      | 1     |
| 8    | Bulgarien              | –    | –      | 1      | 1     |
| 8    | Polen                  | –    | –      | 1      | 1     |
| 8    | Rumänien               | –    | –      | 1      | 1     |
| 8    | Slowenien              | –    | –      | 1      | 1     |

|      |                        |      |        |        |        |
| Rang | Land                   | Gold | Silber | Bronze | Gesamt |
| 1    | Russland               | 2    | 3      | 1      | 6      |
| 2    | Vereinigtes Königreich | 2    | 1      | –      | 3      |
| 3    | Rumänien               | 1    | –      | 3      | 4      |
| 4    | Frankreich             | –    | 1      | –      | 1      |
| 5    | Ukraine                | –    | –      | 1      | 1      |

|      |                        |      |        |        |        |
| Rang | Land                   | Gold | Silber | Bronze | Gesamt |
| 1    | Vereinigtes Königreich | 3    | 3      | 1      | 7      |
| 2    | Russland               | 2    | 3      | 1      | 6      |
| 3    | Deutschland            | 2    | 1      | 3      | 6      |
| 4    | Frankreich             | 1    | 2      | 2      | 5      |
| 5    | Griechenland           | 1    | 2      | –      | 3      |
| 6    | Rumänien               | 1    | –      | 1      | 2      |
| 7    | Italien                | 1    | –      | –      | 1      |
|      | Finnland               | 1    | –      | –      | 1      |
| 9    | Niederlande            | –    | 1      | –      | 1      |
| 10   | Bulgarien              | –    | –      | 1      | 1      |
|      | Polen                  | –    | –      | 1      | 1      |
|      | Slowenien              | –    |        | 1      | 1      |